# Stadionul Gheorghi Asparuhov din Sofia
Stadionul Gheorghi Asparuhov se află în Sofia. Este stadionul echipei de fotbal PFK Levski Sofia. Cu o capacitate de 29.200 locuri, este al doilea stadion ca mărime din Bulgaria, după Stadionul Național Vasil Levski.